# Arthur von Wallpach

Arthur von Wallpach während des Ersten Weltkrieges als Hauptmann der Innsbrucker Standschützen

Arthur von Wallpach (zu Schwanenfeld) (* 6. März 1866 in Vintl, Tirol, Kaisertum Österreich; † 31. Juli 1946 in Klausen, Südtirol) war ein Dichter und Schriftsteller.

## Leben
Arthur von Wallpach wurde am 6. März 1866 in Untervintl im Pustertal als Spross eines alten Adelsgeschlechtes aus dem Elsass geboren, das seit dem 14. Jahrhundert in Tirol ansässig war. Nach dem Gymnasium besuchte er die Handelsakademie in Innsbruck. Ein Studium nahm er nicht auf, wurde aber von 1892 bis 1893 Ehrenbursch der Burschenschaft Germania Innsbruck. Er übernahm von seinem Vater eine Samenhandlung, die er bis 1938 führte.
Er gehörte zu den führenden Köpfen der Vereinigung „Jung-Tirol“, einem Zusammenschluss von Tiroler Autoren, Künstlern und Musikern, wie Rudolf Greinz (1866–1942), Heinrich von Schullern (1865–1955), Anton Renk (1871–1906) und Franz Kranewitter (1860–1938). Die Mitglieder der 1899 gegründeten Gruppe, deren Mentor der Dichter Adolf Pichler war und die ihre Wurzeln im Tiroler Kulturkampf hatte, waren der römisch-katholischen Kirche feindlich gesinnt und forderten eine radikale Erneuerung Tirols im Sinne des Liberalismus. Wallpachs Burg Anger bei Klausen diente „Jung-Tirol“ als regelmäßiger Treffpunkt.
Zu den wichtigsten Organen der Gruppe zählten die Zeitschriften „Der Scherer“ (ab 1899) und „Der Föhn“ (1909–1911), in denen Wallpach regelmäßig Gedichte veröffentlichte.
Bereits 1893 erschien Wallpachs erster eigener Gedichtband „Im Sommersturm“, auf den zahlreiche weitere Bände folgten. Mit dem 1902 veröffentlichten Band „Sturmglock“ machte er sich als Autor einer radikalen politischen und sozialen Zeitdichtung einen Namen. Die meisten Gedichte Wallpachs sind jedoch der Schönheit der Tiroler Landschaft gewidmet.

## Werke
- Im Sommersturm. Gedichte. München 1893.
- Sonnenlieder im Jahresringe. Heidnische Gesänge aus Tirol. Leipzig/Berlin 1900.
- Kreienfeuer und Herdflammen. Neue Gedichte. Leipzig/Wien 1901.
- Sturmglock’. Politische und soziale Gedichte. Linz/Wien/Leipzig 1902.
- —, Tim Klein (1870–1944): Es will tagen. Ketzersprüche. Innsbruck/Leipzig 1902.
- — (Hrsg.), Anton Renk: Bergbrevier. Innsbruck 1905.
- Tiroler Blut. Gedichte. München/Leipzig 1908.
- Heiliges Land. Gedichte. München/Leipzig 1914.
- Wir brechen durch den Tod! Gedichte aus dem Felde. Zweite Auflage, Innsbruck 1916.
- Gedichte. Eine Auslese. Innsbruck 1926.
- Ob mir leuchten die Sterne. Gedichte. Graz 1931.
- — (Text), Herbert Thienemann (Musik): Rosenüberduftet. S.l. 1936.
- Zehn Gedichte. Zum Anlaß der Ausstellung „Jung-Tirol“, Klausen im Herbst 1992. Klausen 1992.